# Улица Кюйни
Улица Кюйни (эст. Küüni tänav) — улица в Тарту, от Ратушной площади до улицы Рийа.

## История

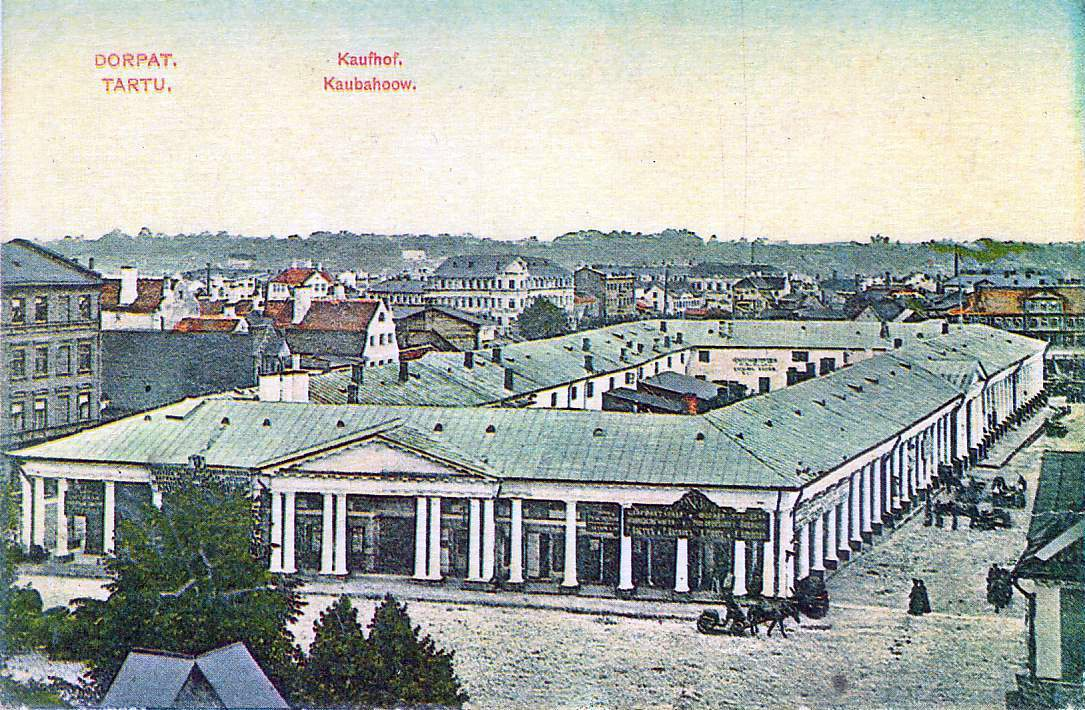
Тартуский гостиный двор. Старое фото

Под современным названием улица известна с 1550 года. В 1936 году была переименована в улицу Выйду, а в 1940 году включена в улицу Рюйтли.
Первоначально, до 1941 года, улица была чрезвычайно короткой — от Ратушной площади до улицы Поэ. Современную территорию Центрального парка занимал построенный ещё в 1821 году Тартуский гостиный двор. Гостиный двор был разрушен во время боёв за Тарту в 1941 году в ходе Великой Отечественной войны.
Историческое название площади восстановлено в 1989 году.

## Достопримечательности

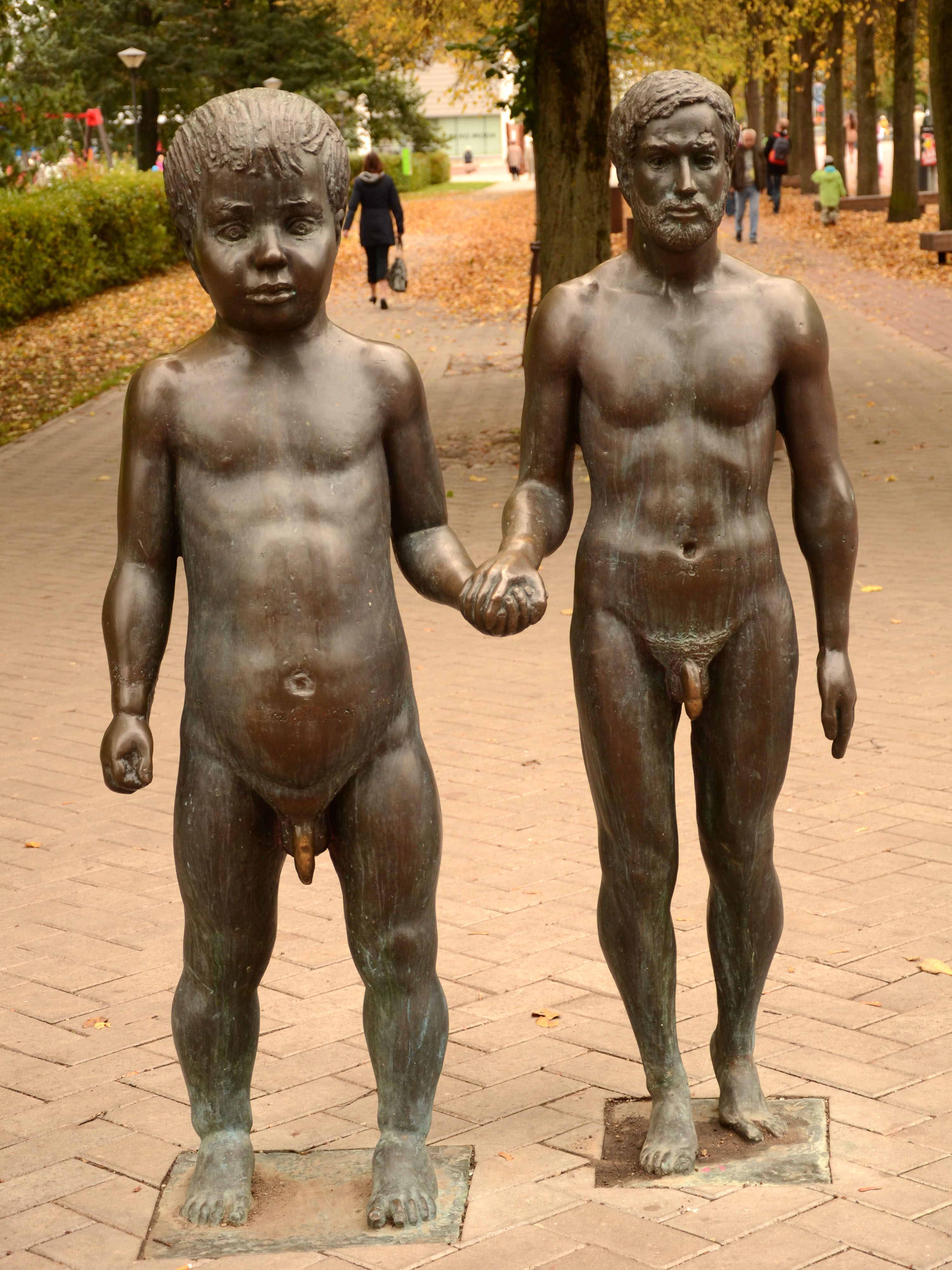
Скульптура «Отец и сын»

Скульптура «Отец и сын» (1977, скульптор Юло Ыун, установлена в 2004)